# Raccomandazioni dell'ICMJE
Le raccomandazioni dell'ICMJE (titolo completo: Recommendations for the Conduct, Reporting, Editing, and Publication of Scholarly Work in Medical Journals) sono una pubblicazione annuale dell'International Committee of Medical Journal Editors (ICMJE), che stabilisce uno standard internazionale per l'etica, la stesura e la formattazione dei manoscritti inviati alle riviste biomediche.
Le raccomandazioni in precedenza chiamate anche Uniform Requirements for Manuscripts Submitted to Biomedical Journals., spesso abbreviate come URMs o anche come Uniform Requirements.

Al 9 gennaio 2020, 5.570 riviste di tutto il mondo aderivano su base volontaria alle raccomondazioni dell'ICJME, obbligando gli autori alla loro osservanza come requisito per l'accettazione dei loro articoli.

## L'International Committee of Medical Journal Editors
L'International Committee of Medical Journal Editors era inizialmente noto come il Gruppo di Vancouver (Vancouver Group), a seguito di un incontro preliminare svoltosi nella città omonima. Al 2017, esso era composto dagli editori delle seguenti riviste biomediche:
- Annals of Internal Medicine;
- British Medical Journal;
- Bulletin of the World Health Organization;
- Deutsches Ärzteblatt (Giornale Medico Tedesco);
- Ethiopian Journal of Health Sciences;
- Iranian Journal of Medical Sciences;
- Journal of the American Medical Association (JAMA)
- New England Journal of Medicine;
- Public Library of Science;
- Journal of Korean Medical Science;
- Revista Médica de Chile;
- The Lancet;
- The U.S. National Library of Medicine;
- The New Zealand Medical Journal;
- The World Association of Medical Editors;
- Ugeskrift for Læger (Giornale Medico Danese).

## Stile di citazione
Lo stile di citazione, noto anche come "sistema Vancouver", è adottato dalla National Library of Medicine degli Stati Uniti, che lo ha codificato in Citing Medicine: The NLM Style Guide for Authors, Editors, and Publishers, che è basato su MEDLARS, NISO (in particolare la norma ANSI/NISO Z39.29-2005 Bibliographic References)
Cting Medicine è lo standard di citazione scelto da PubMed e di MEDLINE.
Le citazioni sono indicato da un numero arabo progressivo, racchiuso da una coppia di parentesi tonde. Un esempio di un ctiazione presente nelle riviste biodemiche che aderiscono a questo stile, è il seguente:
- Leurs R, Church MK, Taglialatela M. H1-antihistamines: inverse agonism, anti-inflammatory actions and cardiac effects. Clin Exp Allergy 2002 Apr;32(4):489-98.

Nel 2006, tale stile di citazione fu adattato per i report della letteratura grigia anche dallo Grey Literature International Steering Committee (GLISC), costituito un anno prima con la partecipazione degli editori di oltre 500 riviste biomediche. La relativa pubblicazione di riferimento è intitolata GLISC Guidelines for the production of scientific and technical reports.

## Conflitto di interessi
L'ICMJE ha inoltre sviluppato un formato uniforme per la pubblicazione di potenziali conflitti di interessi da parte degli autori degli articoli.

## Sperimentazioni cliniche sull'uomo
Le URM richiedono che prima di iscrivere un singolo paertecipante ad una sperimentazione clinica interventistica su un campione di esseri umani, il manoscritto debba essere preventivamente iscritti in uno dei registri specifici per gli studi clinici (ad esempio su ClinicalTrials.gov).
Uno studio sulle cinque riviste col maggiore fattore di impatto edite fra i membri fondatori dell'ICMJE ha mostrato che l'11% degli articoli pubblicati fra il 2010 e il 2011, relativamente a studi eseguiti nel 2008, non era stato correttamente registrato prima dell'avvio della sperimentazione su volontari a pagamento.